# Fred Williamson
Fred "The Hammer" Williamson (født 5. marts 1938) er en amerikansk skuespiller, arkitekt og tidligere professionel amerikansk fodbold defensivback, der primært spillede i American Football League i løbet af 1960'erne. Efter sin pensionering fra Football, fandt Williamson ud af at en karriere inden for arkitektur ikke var hans kald og han forsøgte sig i stedet med skuespil, der blev ham en stor succes.